# Patricia Berghult
Patricia Berghult Svensson född 2 maj 1994, är en svensk boxare, obesegrad WBC:s världsmästare i superweltervikt.